# Ramszesz
A Ramszesz (rˁ-ms-sw; „Ré szülötte, Ré gyermeke”) ókori egyiptomi név. Alakváltozata: Ramosze. A szakirodalomban a fáraók általában Ramszesz, a közemberek Ramosze néven szerepelnek.
Mivel a XIX. dinasztia leghíresebb fáraója, valamint a XX. dinasztiának egy kivételével minden fáraója ezt a nevet viselte, ennek a két dinasztiának a korára ramesszida korként is szokás utalni.
A Ramszesz Magyarországon is anyakönyvezhető név, nem túl gyakori. Az 1990-es években nem lehetett anyakönyvezni, a 2000-es években nem szerepel a 100 leggyakoribb férfinév között.

## Híres Ramszeszek

### Fáraók
- I. Ramszesz (XIX. dinasztia)
- II. Ramszesz (Nagy Ramszesz, XIX. dinasztia)
- III. Ramszesz (XX. dinasztia)
- IV. Ramszesz (XX. dinasztia)
- V. Ramszesz (XX. dinasztia)
- VI. Ramszesz (XX. dinasztia)
- VII. Ramszesz (XX. dinasztia)
- VIII. Ramszesz (XX. dinasztia)
- IX. Ramszesz (XX. dinasztia)
- X. Ramszesz (XX. dinasztia)
- XI. Ramszesz (XX. dinasztia)

### Hercegek
- Ramszesz herceg, II. Ramszesz és Iszetnofret fia
- II. Ramszesz több fia is (lásd: II. Ramszesz gyermekeinek listája)
- Ramszesz, Haemuaszet fia, Ptah papja

## Egyéb Ramszeszek
- Per-Ramszesz, a II. Ramszesz által építtetett főváros (a Bibliában Ramszesz néven szerepel)
- XIII. Ramszesz, Bolesław Prus A fáraó című regényének főhőse; a valóságban nem létezett

## Ajánlott irodalom
- Kálmán Béla: A nevek világa

## Külső hivatkozások
- Az MTA Nyelvtudományi Intézete által anyakönyvi bejegyzésre alkalmasnak minősített utónevek jegyzéke